# Jan Matthys

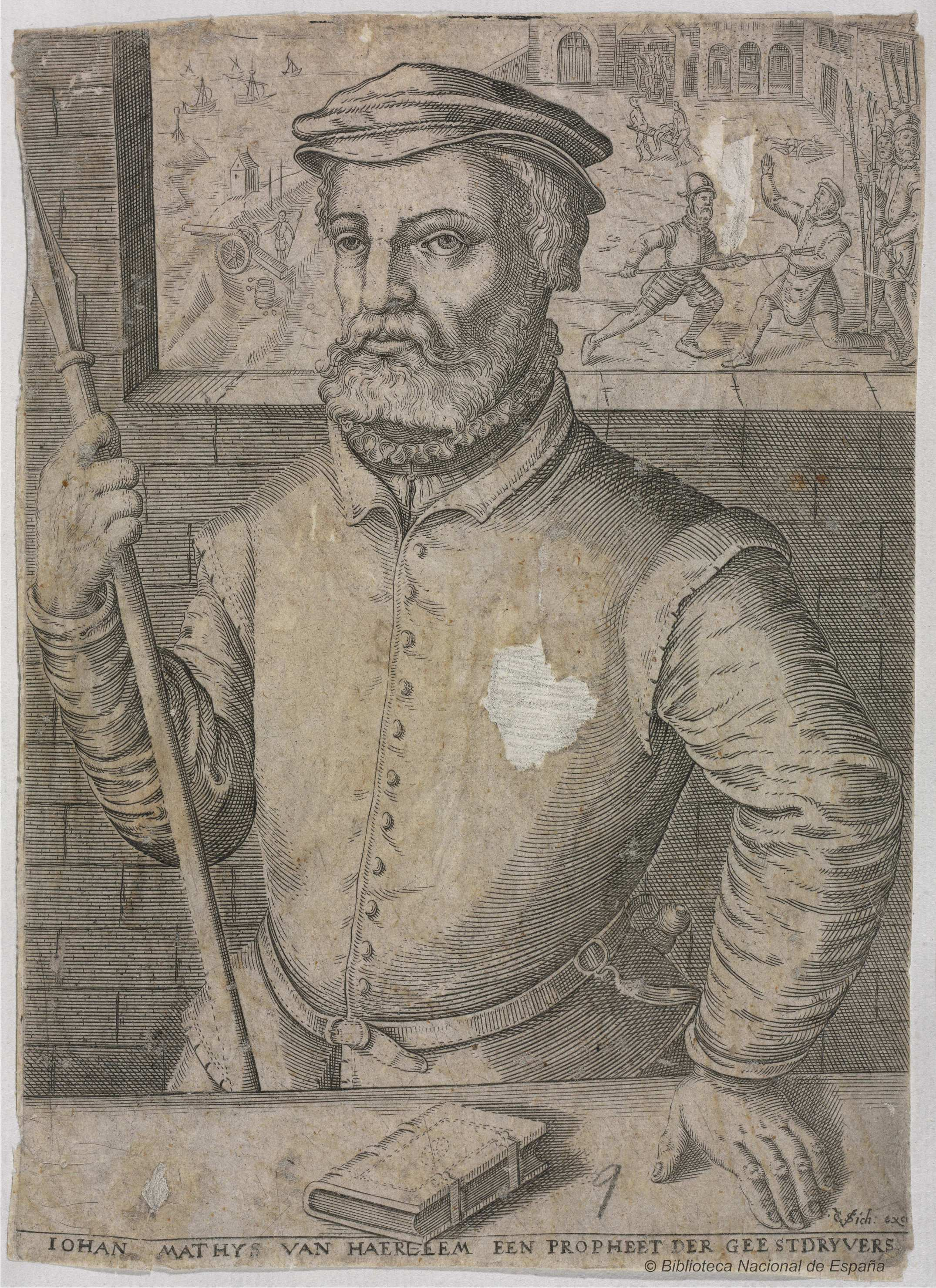
Jan Matthys, grabado en madera de Christoffel van Sichem.

Jan Matthys (Haarlem, c. 1500-Münster, 5 de abril de 1534), también conocido como Jan Matthias, Johann Mathyszoon, etc., fue un jefe carismático del ala violenta del anabaptismo, al que sus seguidores lo consideraban como profeta.

## Biografía
Matthys era panadero en Ámsterdam y fue convertido al anabaptismo a través del ministerio de Melchior Hoffman en la década de 1520. Matthys bautizó a miles de conversos y, tras el encarcelamiento de Hoffman, se convirtió en uno de los más prominentes líderes anabaptistas. Matthys rechazaba la teología pacifista y no violenta de Hoffman, adoptando una visión según la cual a la opresión se debe responder con resistencia.
En 1534, los anabaptistas tomaron el control de la ciudad alemana de Münster. Jan van Leiden, un anabaptista holandés discípulo de Matthys, y un grupo de mercaderes locales pidieron a Jan Matthys que se fuera de la ciudad. Éste identificó a Münster como la Nueva Jerusalén, y el 5 de enero de 1534 varios de sus discípulos entraron en la ciudad e introdujeron el rebautismo de adultos. El reformador Bernhard Rothmann aceptó al parecer el rebautismo ese día, y pronto más de 1000 adultos fueron rebautizados.
Declararon la guerra al obispo de Münster, Franz von Waldeck, el cual a su vez sitió la ciudad. En abril de 1534, el domingo de Pascua, Matthys, que había profetizado para ese día la llegada del juicio divino, partió con treinta seguidores, creyendo ser un segundo Gedeón, y fue detenido con todos sus hombres. Fue asesinado, decapitado y su cabeza colgada a la vista de los habitantes de la ciudad.
En la novela Q del colectivo de escritores Luther Blissett, cuya acción se desarrolla durante las guerra de los campesinos alemanes, Jan Matthys es uno de los personajes principales.